# BBC Sessions (álbum de Green Day)
BBC Sessions es el cuarto álbum en vivo de la banda estadounidense de rock Green Day, lanzado el 10 de diciembre de 2021 por Reprise Records. Consiste en un recopilatorio de grabaciones en vivo para la BBC de 1994 a 2001, realizadas en los Maida Vale Studios de Londres. Muchas de las canciones fueron comúnmente pirateadas hasta 2021. «One of My Lies» y «Scattered» de la sesión de 1998, son las únicas canciones que no aparecen en el álbum.

## Recepción
En Metacritic, que utiliza una puntuación normalizada sobre 100 de las principales publicaciones de mainstream, le dio al álbum un promedio de puntuación de 84 basado en cuatro reseñas, lo que indica «aclamación universal».
Al escribir para Ultimate Classic Rock, Gary Graff afirmó que BBC Sessions fue «una complementa bienvenida y un estudio sobre cuán consistentemente fuerte y emocionante ha sido el grupo mientras manejaba cambios, tanto sutiles como dramáticos, en su sonido». Ian Winwood de Kerrang!, calificó el álbum con cuatro de cinco estrellas, calificándolo como «una colección de canciones increíblemente fluidas entregadas de manera momentánea».

## Lista de canciones
Las pistas 1 a 4 se grabaron el 8 de junio de 1994, las pistas 5 a 8 se grabaron el 11 de marzo de 1996, las pistas 9 a 12 se grabaron el 2 de febrero de 1998 y las pistas 13 a 16 se grabaron el 28 de agosto de 2001. Todas las letras fueron escritas por Billie Joe Armstrong; la música compuesta por Green Day excepto «2000 Light Years Away», música de Green Day, Jesse Michaels, Rippinz, y Dave E.C.

| N.º | Título                  | Duración |  |
| 1.  | «She»                   | 2:11     |  |
| 2.  | «When I Come Around»    | 2:52     |  |
| 3.  | «Basket Case»           | 2:56     |  |
| 4.  | «2000 Light Years Away» | 2:38     |  |
| 5.  | «Geek Stink Breath»     | 2:06     |  |
| 6.  | «Brain Stew/Jaded»      | 4:34     |  |
| 7.  | «Walking Contradiction» | 2:35     |  |
| 8.  | «Stuck with Me»         | 2:18     |  |
| 9.  | «Hitchin' a Ride»       | 2:50     |  |
| 10. | «Nice Guys Finish Last» | 2:57     |  |
| 11. | «Prosthetic Head»       | 3:33     |  |
| 12. | «Redundant»             | 3:16     |  |
| 13. | «Castaway»              | 3:50     |  |
| 14. | «Church on Sunday»      | 3:13     |  |
| 15. | «Minority»              | 3:18     |  |
| 16. | «Waiting»               | 3:20     |  |

## Listas
| Chart (2021-2022)               | Peak position |
| ------------------------------- | ------------- |
| Alemania (Offizielle Top 100)   | 79            |
| Hungría (MAHASZ)                | 19            |
| Escocia (Scottish Albums Chart) | 27            |
| Reino Unido (UK Albums Chart)   | 44            |